# Armenski potres (1988)
Potres Spitak leta 1988 je bil potres na Kavkazu, ki je 7. decembra 1988 pretresal območje okrog severnega armenskega mesta Spitak (danes provinca Lori) v takratni Armenski SSR v Sovjetski zvezi. Po ocenah vsaj 25.000 mrtvih in do milijona brezdomcev je bil to eden najhujših potresov v zadnjih desetletjih. Rezultat je bila tudi prvič med hladno vojno humanitarna pomoč zahodnih organizacij v Sovjetski zvezi.

## Geologija
Kavkaz je nagubano gorstvo, ki je nastalo ob trčenju evrazijske z arabsko tektonsko ploščo. Ko slednjo potisne proti severu afriška plošča, gorovje nastaja še danes, zato posledične napetosti pogosto izbruhnejo v potresih, vključno s potresom 1906 v Šamahiju v Azarbajdžanu.

## Potres
- cerkev Svetega Odrešenika, Gjumri pred 1988
- cerkev Svetega Odrešenika po potresu 1988

Potres je regijo stresel 7. decembra 1988, v sredo ob 11.41 po lokalnem času (7.41 po UTC). Imel je 6,9 Mw po trenutni  momentni magnitudni lestvici, epicenter je bil približno 18 kilometrov severozahodno od Spitaka.  V primerjavi z drugimi potresi s podobnim obsegom je povzročil uničujočo škodo, po eni strani zato, ker je bil hipocenter le približno 5 kilometrov pod površjem zemlje, na drugi strani, ker je bila zgradba stavb v Spitaku in okoliških vaseh izredno slaba. Štiri minute po glavnem potresu je območje pretreslo s 5,8, nato pa je bilo v naslednjih mesecih registriranih še več potresov do največ 5,0.

## Posledice
Najbolj so bili prizadeti Spitak, Leninakan (danes Gjumri), Kirovakan (zdaj Vanadzor) in Stepanavan, pa tudi številne okoliške vasi. Spitak je bil tako močno poškodovan, da je bilo mesto po potresu opuščeno in popolnoma obnovljeno na nekoliko drugačni lokaciji. Del stavb v novem Spitaku je bil zgrajen v slogu narodov, ki so omogočili obnovo. Podatki o številu žrtev se zelo razlikujejo. Pogosto se omenja 25.000 mrtvih, drugi viri pa poročajo o precej višjih številkah. Kljub temu je bilo v propadlih stavbah v prvih urah po potresu rešenih približno 15.000 ljudi.  Po potresu so se pojavile izjave, da če bi se zemljo streslo nekaj minut kasneje, bi bilo število smrtnih žrtev precej nižje, saj bi imele šole in tovarne odmor, in bi bilo veliko ljudi na prostem, tako pa so ostali v propadlih stavbah.
Razen zgoraj navedenih razlogov so bili še drugi dejavniki, zaradi katerih je bilo število smrti in brezdomstva tako visoko. Tako so v času katastrofe prevladovale zimske temperature, zaradi katerih so ljudje, ki so preživeli dejanski potres, pozneje zmrznili do smrti. Poleg tega poročajo, da je bilo v Spitaku in okoliških vaseh do 80 odstotkov medicinskega osebja v propadlih bolnišnicah in zdravniških ordinacijah ubitih in tako zdravstvena oskrba ni bila zagotovljena.
Razen žrtev in finančnih izgub, ki so jih ocenili na okoli 14 milijard dolarjev, je potres povzročil premike v pokrajini, ki so bili visoki do 1,6 metra in so se raztezali na 8 do 13 kilometrov.
Druga posledica potresa je bila zaprtje edine jedrske elektrarne v Armeniji, ki je stala približno 90 kilometrov od epicentra potresa, in je bila nato sedem let zaprta.

## Mednarodna pomoč
Po vesti o katastrofi se je sovjetski vodja Mihail Gorbačov z državnega obiska v ZDA hitro vrnil in obiskal potresno območje. Glede na obseg škode je Gorbačov po nekaj dneh prvič po drugi svetovni vojni, ne glede na hladno vojno, ZDA zaprosil za humanitarno pomoč. Posledično je na Kavkazu pomagalo več zahodnih držav, vključno z Zvezno republiko Nemčijo in Švico. Pomoč je prišla tudi iz Sovjetske republike Azerbajdžan, čeprav so napeti odnosi med sosedi prevladovali med spopadom v Gorskem Karabahu in s tem povezanimi pogromi in izgoni v obeh republikah.
Druge oblike pomoči so vključevale projekte, kot sta Rock Aid Armenia: The Earthquake Album (dobrodelna plošča, ki so jo izdali številni angleško govoreči rock glasbeniki, izdana leta 1990) in Pour toi Arménie (pesem francosko-armenskega kantavtorja Charlesa Aznavourja, v katerem je sodelovalo več kot 80 večinoma francoskih umetnikov).
V Gjumriju različne institucije pričajo o mednarodni pomoči. Toda v letu 2016 so ljudje še vedno živeli v improviziranih zabojnikih.